# Fence
Fence is een Belgische rockband. Ze veroverden de tweede plaats op Humo's Rock Rally editie 1998 en waren de jaren hierna te zien op vele podia in de lage landen, enkele belangrijke Belgische festivals zoals Marktrock, Maanrock en Pukkelpop.

## Geschiedenis
De groep ontstaat in 1995 rond het trio Lieven Verdin, Meindert Leenders (die samen speelden in "The Wet Cellery & The Flying Helmet") en Niels Hendrix. Als drummer wordt Samuel De Bleeckere ingelijfd, die samen met Niels in de groep "The Fuzz" speelde. Na enkele jaren van repeteren en optreden op feestjes en in lokale clubs en cafés wordt de demo van de groep geselecteerd voor HUMO's Rock Rally van 1998. Tot hun grote verbazing eindigt de groep tweede, na Das Pop.
De ep Singapore Airlines en de debuut-cd The Return of Geronimo worden in 1998 opgenomen door Frans Hagenaars (producer van onder andere Metal Molly en Evil Superstars) in Studio Sound Enterprise (Amsterdam). Deze releases worden uitgebracht door het pas opgerichte platenlabel Labelman. Nadien volgt nog de ep Always Ultra, met daarop onder andere enkele live & akoestische versies van nummers van de debuut-cd. De groep speelt veel in België en Nederland, en onderneemt in 2000 ook een tournee door Duitsland en Zwitserland (onder andere in het voorprogramma van de Duitse band Miles).
Voor de opnames van de tweede cd Angels on your Body is de groep op zoek naar een ander geluid; de opnames worden gemaakt in Studio 195 (Wernhout) bij Patrick Delabie. Deze plaat wordt in 2002 ook uitgebracht door Labelman. Enkele maanden na de release verlaat drummer Samuel de band; hij wordt prompt vervangen door Sam Rombaut. Fence toert na de release uitgebreid in België en Nederland, onder meer in het voorprogramma van Millionnaire. Live wordt de band soms bijgestaan door toesteniste Sarah Corsius.
De opnames voor de derde cd gebeuren in 2004 door de groep zelf in hun repetitieruimte aan de oude Gelatinefabriek in Hasselt. De plaat wordt wel gemixt door Frans Hagenaars. Er wordt een jaar hard aan gewerkt, en in 2005 wordt The Woolf uitgebracht op het label van de band, Fons Records. Voor de promotie van de cd worden er een aantal videoclips gemaakt, onder meer met de Belgische regisseur Toon Aerts. De cd ontvangt overal lovende kritieken en de groep speelt op heel wat festivals. Na hun optreden op Pukkelpop 2006 besluit de groep om er tijdelijk mee te stoppen om andere horizonten te gaan verkennen. 
In 2010 komt de groep nog eens samen na jaren stilte, maar de vonk schiet direct terug over. Al snel wordt er afgesproken om de band nieuw leven in te blazen. De groep besluit als trio verder te werken aan een nieuwe plaat, waarbij Niels de drums voor zijn rekening neemt. Tegen 2011 is er genoeg nieuw materiaal, en in mei van dat jaar trekt de groep zich terug in de studio voor de opnames van hun vierde album, met de hulp van whizz-kid Micha Volders (El Guapo Stunt Team en Vermin Twins). Het resultaat is een nieuw album, getiteld FENCE, waarop het trio een nieuw geluid laat horen. De basis is de combinatie van prominente bas en drums, waarover melodieën en harmonieën worden gedrapeerd. De plaat wordt als eerste release uitgebracht op het zelf opgerichte platenlabel FONS Records, en wordt overal uitstekend onthaald. Ook de singles worden opgepikt door Radio 1 en Studio Brussel, waardoor de groep zich weer even in de belangstelling weet te werken. Voor de live show wordt de band soms uitgebreid met extra muzikanten: naast vaste toerende leden Micha Volders op drums en Joeri Wijnants op toetsen, spelen Mirabelle 'Mimi' Van De Put (dwarsfluit en backing vocals) en Frederik Claes (viool) regelmatig mee. De reacties op de optredens zijn ook zeer positief, en in 2012 speelt de groep voor de derde maal in haar carrière op het gerenommeerde festival Pukkelpop.
In 2016 verschijnt de vijfde plaat The Winding, alweer een co-productie met producer Micha Volders en vaste toetsenman Joeri Wijnants. De plaat ligt in het verlengde van FENCE, en ook de optredens die volgen bouwen voort op de basis van 2012. De band speelt die zomer voor de vierde keer op Pukkelpop. De videoclip van de single The Winding is een visueel werkstukje van duizenden handgemaakte schilderijen en tekeningen, en behaalt snel meer dan 40.000 views op Youtube.
In de periodes dat Fence inactief was, heeft Niels zich vooral bezig gehouden met de groepen Buffoon, The Shovels en Birds That Change Colour en het produceren van albums van onder meer Bed Rugs, The Hickey Underworld en Vandal X. De andere leden bouwden verder aan hun carrières, Meindert als architect en Lieven als designer. Daarnaast werden de activiteiten van FONS Records ook belangrijker, en ondertussen zijn er meer dan 50 releases verschenen op het label, onder meer van The Germans, The Shovels, Meteor Musik, Chrome Brulée en Benny Zen & The Syphilis Madmen, Double Veterans en Vandal X.
In 2022 verscheen het zesde album van de band, Hazy Mist Of Rock, opgenomen als trio (Meindert, Lieven en Niels). Live speelt de band met drummer Jan Geelen (gekend van de Hasseltse indie-rockband The Galacticos). 

## Discografie

### Albums
| Album met hitnotering(en) in de Vlaamse Ultratop 200 albums | Datum van verschijnen | Datum van binnenkomst | Hoogste positie | Aantal weken | Opmerkingen |
| ----------------------------------------------------------- | --------------------- | --------------------- | --------------- | ------------ | ----------- |
| The Return of Geronimo                                      | 1999                  | -                     |                 |              | CD          |
| Angels On Your Body                                         | 2002                  | -                     |                 |              | CD          |
| The Woolf                                                   | 2005                  | -                     |                 |              | CD          |
| Fence                                                       | 2012                  | 14-07-2012            | 36              | 9            | CD/LP       |
| The Winding                                                 | 2016                  | -                     |                 |              | CD/LP       |
| Hazy Mist Of Rock                                           | 2022                  | -                     |                 |              | CD/LP       |

### Singles
| Single met hitnotering(en) in de Vlaamse Ultratop 50 | Datum van verschijnen | Datum van binnenkomst | Hoogste positie | Aantal weken | Opmerkingen |
| ---------------------------------------------------- | --------------------- | --------------------- | --------------- | ------------ | ----------- |
| Singapore Airlines                                   | 1998                  | -                     |                 |              | CD EP       |
| Sportlife                                            | 1999                  | -                     |                 |              | CD single   |
| House                                                | 2000                  | -                     |                 |              | CD single   |
| Mary Lou                                             | 2000                  | -                     |                 |              | CD single   |
| Always Ultra                                         | 2000                  | -                     |                 |              | CD EP       |
| The Family                                           | 2002                  | -                     |                 |              | CD single   |
| Nebraska (the New Virgin)                            | 2003                  | -                     |                 |              | CD single   |
| Relax                                                | 2003                  | -                     |                 |              | CD EP       |
| Hear Them Goodbyes                                   | 2005                  | -                     |                 |              | promo       |
| Josephson                                            | 2005                  | -                     |                 |              | promo       |
| Locked Up                                            | 2005                  | -                     |                 |              | promo       |
| Walk The Talk                                        | 19-03-2012            | 14-04-2012            | tip57           |              | promo       |
| The Bee Song                                         | 09-07-2012            | 21-07-2012            | tip80           |              | promo       |
| Without a Trace                                      | 15-10-2012            | 03-11-2012            | tip68           |              | promo       |
| The Winding                                          | 04-04-2016            | 23-04-2016            | tip             |              | promo       |
| Julia                                                | 2022                  |                       |                 |              | promo       |
| King To The Blind                                    | 2023                  |                       |                 |              | promo       |